# Journal of Egyptian Archaeology
O Journal of Egyptian Archaeology (JEA) é uma revista acadêmica internacional semestral revisada por pares publicada pela Sociedade de Exploração do Egito. Cobrindo a pesquisa egiptológica, o JEA publica artigos acadêmicos, relatórios de trabalho de campo e resenhas de livros sobre egiptologia.  Os artigos são publicados principalmente em inglês, com contribuições em alemão ou francês aceitas quando adequado.
O JEA foi estabelecido em 1914 pelo Egypt Exploration Fund. Seus editores incluíram vários egiptólogos proeminentes, incluindo Alan Gardiner (1916–21, 1934, 1941–46); T. Eric Peet (1923–1934) e Battiscombe Gunn (1935–1939).  A atual editora-chefe (2021) é Claudia Näser [de] da University College London.